# Torneo di Wimbledon 2009 - Prima settimana
La prima settimana del torneo di Wimbledon 2009 si è svolta tra il 22 e il 27 giugno 2009; sono stati disputati gli incontri di primo, secondo e terzo turno dei due tornei di singolare.

## 22 giugno (1º giorno)
Programma dei singolari e doppi disputati nel No. 2 Court e negli altri campi secondari:
| Campo        | 1º turno singolare maschile                            | 1º turno singolare maschile | 1º turno singolare femminile                                 | 1º turno singolare femminile |
| Campo        | Match                                                  | Punteggio                   | Match                                                        | Punteggio                    |
| No. 2 Court  | Jo-Wilfried Tsonga b. Andrej Golubev                   | 6-3 5-7 -64 7-65            | Daniela Hantuchová b. Laura Robson                           | 3-6 -4 6-2                   |
| No. 2 Court  | Michaël Llodra vs Joshua Goodall                       | 4-6 7-65 (sosp.)            | Elena Dement'eva (4) b. Alla Kudrjavceva                     | 6-4 6-1                      |
| No. 3 Court  | Andreas Seppi b. James Blake (17)                      | 7-5 6-4 7-65                | Viktoryja Azaranka (8) b. Séverine Brémond Beltrame          | 6-2 r.                       |
| No. 3 Court  | Tommy Haas vs Alexander Peya                           | 65-7 -6(0) 6-3 (sosp.)      | Francesca Schiavone b. Aleksandra Wozniak                    | 4-6 -4 6-4                   |
| No. 4 Court  | Philipp Kohlschreiber (27) b. Florent Serra            | 7-63 6-1 6-4                | Shahar Peer b. Maria Elena Camerin                           | 6-2 7-63                     |
| No. 4 Court  | Kristof Vliegen b. Nicolas Mahut                       | 6-3 7-66 5-7 5-7 6-4        | Shahar Peer b. Maria Elena Camerin                           | 6-2 7-63                     |
| No. 5 Court  | Igor' Andreev (29) b. Evgenij Korolëv                  | 4-6 7-62 6-4 7-64           | Anastasija Pavljučenkova (31) b. Petra Cetkovská             | 6-2 6-2                      |
| No. 5 Court  | Dudi Sela b. Santiago González                         | 6-4 4-6 7-62 6-3            | Arantxa Parra Santonja b. Tamarine Tanasugarn                | 6-4 6-4                      |
| No. 6 Court  | Guillermo García López b. Agustín Calleri              | 6-2 6-3 6-2                 | Ioana Raluca Olaru b. Nathalie Dechy                         | 1-6 7-6(0) 6-2               |
| No. 6 Court  | Vince Spadea b. Paul Capdeville                        | 6-0 6-4 7-5                 | Elena Vesnina b. Yanina Wickmayer                            | 6-1 6-1                      |
| No. 7 Court  | Janko Tipsarević b. Jan Hernych                        | 6-4 6-4 7-64                | Jie Zheng (16) b. Kristina Barrois                           | 7-62 7-64                    |
| No. 7 Court  | Marin Čilić (11) b. Alberto Martín                     | 6-3 6-4 6-4                 | Virginie Razzano (26) b. Tamira Paszek                       | 6-0 3-1 r.                   |
| No. 8 Court  | Stefan Koubek b. Édouard Roger-Vasselin                | 7-5 6-3 4-6 3-6 -3          | Regina Kulikova b. Karolina Šprem                            | 4-6 7-5 6-3                  |
| No. 8 Court  | Stefan Koubek b. Édouard Roger-Vasselin                | 7-5 6-3 4-6 3-6 -3          | Roberta Vinci b. Magdaléna Rybáriková                        | 6-3 6-2                      |
| No. 9 Court  | Marcel Granollers b. Andreas Beck                      | 6-2 6-4 64-7 6-2            | Gisela Dulko b. Stéphanie Foretz Gacon                       | 6-3 7-5                      |
| No. 9 Court  | Simon Greul b. Michael Yani                            | 6-4 6-2 7-5                 | Gisela Dulko b. Stéphanie Foretz Gacon                       | 6-3 7-5                      |
| No. 9 Court  | Sam Querrey b. Ivan Ljubičić                           | 6-3 6-4 6-4                 | Gisela Dulko b. Stéphanie Foretz Gacon                       | 6-3 7-5                      |
| No. 10 Court | Steve Darcis b. Frank Dancevic                         | 6-4 7-64 6-3                | (Nessun incontro femminile)                                  | (Nessun incontro femminile)  |
| No. 11 Court | Ivo Minář b. Máximo González                           | 6-4 3-6 7-5 6-0             | Jarmila Groth b. Lucie Šafářová                              | 6-3 3-6 -3                   |
| No. 11 Court | Albert Montañés (32) b. Grega Žemlja                   | 6-4 6-4 6-4                 | Jarmila Groth b. Lucie Šafářová                              | 6-3 3-6 -3                   |
| No. 12 Court | Nicolás Almagro b. Juan Mónaco                         | 63-7 67-7 -65 6-4 8-6       | Nadia Petrova (10) b. Nastas'sja Jakimava                    | 6-1 6-1                      |
| No. 12 Court | Nicolás Almagro b. Juan Mónaco                         | 63-7 67-7 -65 6-4 8-6       | Ayumi Morita b. Aravane Rezaï                                | 6-4 6-4                      |
| No. 12 Court | Nicolás Almagro b. Juan Mónaco                         | 63-7 67-7 -65 6-4 8-6       | Ai Sugiyama b. Patty Schnyder (21)                           | 6-4 6-4                      |
| No. 14 Court | Mardy Fish (28) b. Sergio Roitman                      | 6-3 6-2 4-1 r.              | Sania Mirza b. Anna-Lena Grönefeld                           | 6-2 2-6 -2                   |
| No. 14 Court | Tommy Robredo (15) b. Luka Gregorc (26)                | 7-64 6-4 5-7 -63            | Vera Duševina vs Alizé Cornet (22)                           | 3-6 -0 (sosp.)               |
| No. 15 Court | Simone Bolelli b. Daniel Köllerer                      | 63-7 2-6 7-5 6-4 6-4        | Sorana Cîrstea (28) b. Edina Gallovits                       | 7-5 6-1                      |
| No. 15 Court | Simone Bolelli b. Daniel Köllerer                      | 63-7 2-6 7-5 6-4 6-4        | Jill Craybas b. Cvetana Pironkova                            | 6-4 7-5                      |
| No. 17 Court | Marc Gicquel b. Adrian Mannarino                       | 6-2 6-2 6-4                 | Dominika Cibulková (14) b. Julie Coin                        | 6-4 3-6 -3                   |
| No. 17 Court | Ivo Karlović (22) b. Lukáš Lacko                       | 6-3 7-64 6-3                | Michelle Larcher De Brito (16) b. Klára Zakopalová           | 6-2 7-5                      |
| No. 18 Court | Karol Beck b. Feliciano López (21)                     | 1-6 7-5 6-3 4-6 10-8        | Vera Zvonarëva (7) vs Georgie Stoop                          | 7-6(0) 4-6 (sosp.)           |
| No. 18 Court | Rainer Schüttler (18) b. Xavier Malisse                | 69-7 6-4 7-63 6-1           | Vera Zvonarëva (7) vs Georgie Stoop                          | 7-6(0) 4-6 (sosp.)           |
| No. 19 Court | Guillermo Cañas b. Diego Junqueira                     | 6-1 6-2 6-2                 | Alisa Klejbanova (27) b. Sesil Karatančeva                   | 6-2 7-5                      |
| No. 19 Court | Guillermo Cañas b. Diego Junqueira                     | 6-1 6-2 6-2                 | Urszula Radwańska b. Maša Zec Peškirič                       | 6-3 6-3                      |
| No. 19 Court | Guillermo Cañas b. Diego Junqueira                     | 6-1 6-2 6-2                 | Marion Bartoli (12) b. Yung-Jan Chan                         | 6-0 6-0                      |
| Campo        | 1º turno doppio maschile                               | 1º turno doppio maschile    | 1º turno doppio femminile                                    | 1º turno doppio femminile    |
| Campo        | Match                                                  | Punteggio                   | Match                                                        | Punteggio                    |
| No. 10 Court | S. Aspelin / P. Hanley b. F. Fognini / P. Starace      | 6-1 6-4 5-7 6-4             | I. Benešová / B. Záhlavová Strýcová b. S. Bammer / A. Glatch | 6-2 2-6 7-5                  |
| No. 10 Court | S. Aspelin / P. Hanley b. F. Fognini / P. Starace      | 6-1 6-4 5-7 6-4             | K. Jans-Ignacik / A. Rosolska b. J. Fedak / M. Jugić-Salkić  | 6-4 6-3                      |
| No. 19 Court | J. Coetzee (12) / J. Kerr (12) b. D. Ferrer / M. López | 6-1 6-2 7-5                 | (Nessun incontro femminile)                                  | (Nessun incontro femminile)  |

## 23 giugno (2º giorno)
Programma dei singolari e doppi disputati nel No. 2 Court e negli altri campi secondari:
| Campo        | 1º turno singolare maschile                                 | 1º turno singolare maschile | 1º turno singolare femminile                              | 1º turno singolare femminile |
| Campo        | Match                                                       | Punteggio                   | Match                                                     | Punteggio                    |
| No. 2 Court  | Michaël Llodra b. Joshua Goodall                            | 4-6 7-65 6-4 3-6 -4         | Caroline Wozniacki (9) b. Kimiko Date Krumm               | 5-7 6-3 6-1                  |
| No. 2 Court  | Tomáš Berdych (20) b. Alex Bogdanović                       | 6-3 6-4 6-4                 | Caroline Wozniacki (9) b. Kimiko Date Krumm               | 5-7 6-3 6-1                  |
| No. 2 Court  | Gilles Simon (8) b. Bobby Reynolds                          | 6-4 6-3 6-3                 | Caroline Wozniacki (9) b. Kimiko Date Krumm               | 5-7 6-3 6-1                  |
| No. 3 Court  | Tommy Haas b. Alexander Peya                                | 65-7 -6(0) 6-3 6-4          | Jelena Janković (16) b. Julia Görges                      | 6-4 7-6(0)                   |
| No. 3 Court  | Lleyton Hewitt b. Robby Ginepri                             | 6-4 6-1 6-1                 | Amélie Mauresmo (17) b. Melinda Czink                     | 6-1 4-6 -2                   |
| No. 3 Court  | Fabrice Santoro b. Nicolas Kiefer (33)                      | 6-4 6-2 6-2                 | Amélie Mauresmo (17) b. Melinda Czink                     | 6-1 4-6 -2                   |
| No. 4 Court  | Nikolaj Davydenko (12) b. Daniel Evans                      | 6-2 6-3 6-3                 | Patricia Mayr b. Anne Keothavong                          | 7-5 6-2                      |
| No. 4 Court  | Radek Štěpánek (23) b. Alejandro Falla                      | 6-4 6-4 6-1                 | Ana Ivanović (13) b. Lucie Hradecká                       | 5-7 6-2 8-6                  |
| No. 5 Court  | Victor Hănescu (31) b. Iván Navarro                         | 6-3 65-7 6-4 65-7 12-10     | Anabel Medina Garrigues (20) b. Marta Domachowska         | 3-6 -3 6-4                   |
| No. 5 Court  | Taylor Dent vs Daniel Gimeno Traver                         | 5-7 66-7 6-4 (sosp.)        | Anabel Medina Garrigues (20) b. Marta Domachowska         | 3-6 -3 6-4                   |
| No. 6 Court  | Igor' Kunicyn b. Grigor Dimitrov                            | 3-6 -0 4-0 r.               | Li Na (19) b. Galina Voskoboeva                           | 7-65 6-0                     |
| No. 6 Court  | Ernests Gulbis b. Riccardo Ghedin                           | 6-2 6-4 6-4                 | Peng Shuai b. Alexa Glatch                                | 6-4 2-6 -4                   |
| No. 6 Court  | Ernests Gulbis b. Riccardo Ghedin                           | 6-2 6-4 6-4                 | Kristína Kučová b. Aiko Nakamura                          | 2-6 -3 6-3                   |
| No. 7 Court  | Fabio Fognini b. Denis Istomin                              | 1-6 63-7 6-4 3-1 r.         | Tatjana Maria b. Jelena Dokić                             | 3-6 7-5 6-2                  |
| No. 7 Court  | Fabio Fognini b. Denis Istomin                              | 1-6 63-7 6-4 3-1 r.         | Flavia Pennetta (15) b. Nuria Llagostera Vives            | 3-6 -1 6-0                   |
| No. 7 Court  | Fabio Fognini b. Denis Istomin                              | 1-6 63-7 6-4 3-1 r.         | Agnieszka Radwańska (11) b. María José Martínez Sánchez   | 7-5 6-1                      |
| No. 8 Court  | Viktor Troicki (30) b. Brian Dabul                          | 6-4 6-4 6-3                 | Ol'ga Govorcova b. Tetjana Perebyjnis                     | 4-6 -3 6-4                   |
| No. 8 Court  | Viktor Troicki (30) b. Brian Dabul                          | 6-4 6-4 6-3                 | Jaroslava Švedova b. Monica Niculescu                     | 6-1 6-0                      |
| No. 8 Court  | Viktor Troicki (30) b. Brian Dabul                          | 6-4 6-4 6-3                 | Ekaterina Makarova b. Barbora Záhlavová-Strýcová          | 7-5 2-6 -3                   |
| No. 9 Court  | Benjamin Becker b. Roko Karanušić                           | 6-4 6-4 6-1                 | Kateryna Bondarenko b. Anastasija Sevastova               | 6-3 7-65                     |
| No. 9 Court  | Thiago Alves b. Andrej Pavel                                | 6-3 2-6 -1 2-6 -1           | Pauline Parmentier b. Akgul Amanmuradova                  | 6-4 1-6 -3                   |
| No. 10 Court | (Nessun incontro maschile)                                  | (Nessun incontro maschile)  | Carla Suárez Navarro b. Kaia Kanepi (25)                  | 4-6 -3 6-3                   |
| No. 11 Court | Leonardo Mayer b. Óscar Hernández                           | 6-0 6-0 6-3                 | Rossana de los Ríos b. Nicole Vaidišová                   | 6-4 65-7 6-4                 |
| No. 11 Court | Pablo Cuevas b. Christophe Rochus                           | 3-6 4-6 -4 6-1 11-9         | Vania King b. Marija Korytceva                            | 6-4 6-2                      |
| No. 12 Court | David Ferrer (16) b. Kevin Kim                              | 7-5 6-3 4-6 -2              | Samantha Stosur (18) b. Bethanie Mattek-Sands             | 6-4 66-7 6-2                 |
| No. 12 Court | Stan Wawrinka (19) b. Eduardo Schwan                        | 7-5 6-4 6-1                 | Kirsten Flipkens b. Ágnes Szávay (30)                     | 7-5 6-4                      |
| No. 14 Court | Jürgen Melzer (26) b. Wayne Odesnik                         | 6-1 6-4 6-2                 | Iveta Benešová b. Katie O'Brien                           | 6-2 5-7 6-4                  |
| No. 14 Court | Potito Starace b. José Acasuso                              | 7-6(0) 6-3 r.               | Vera Duševina b. Alizé Cornet (22)                        | 3-6 -0 6-4                   |
| No. 14 Court | Potito Starace b. José Acasuso                              | 7-6(0) 6-3 r.               | Svetlana Kuznecova (5) b. Akiko Morigami                  | 6-3 7-6(1)                   |
| No. 15 Court | Paul-Henri Mathieu b. Frederico Gil                         | 6-1 2-6 -4 6-4              | Marija Kirilenko b. Petra Kvitová                         | 6-4 6-4                      |
| No. 15 Court | Martín Vassallo Argüello b. Pablo Andújar                   | 4-6 -3 6-2 6-2              | Sara Errani b. Stéphanie Dubois                           | 7-5 6-2                      |
| No. 17 Court | Victor Crivoi b. Björn Phau                                 | 4-6 -1 7-63 2-6 -3          | Melanie Oudin b. Sybille Bammer (29)                      | 4-6 -4 6-2                   |
| No. 17 Court | Philipp Petzschner b. Rajeev Ram                            | 2-6 -1 7-63 6-1             | Melanie Oudin b. Sybille Bammer (29)                      | 4-6 -4 6-2                   |
| No. 18 Court | Fernando González b. Tejmuraz Gabašvili                     | 7-5 7-5 6-3                 | Vera Zvonarëva (7) b. Georgie Stoop                       | 7-6(0) 4-6 -4                |
| No. 18 Court | Jesse Levine b. Marat Safin (14)                            | 6-2 3-6 7-64 6-4            | Sabine Lisicki b. Anna Čakvetadze (32)                    | 4-6 7-64 6-2                 |
| No. 19 Court | Nicolas Devilder b. Nicolás Lapentti                        | 3-6 -4 6-3 4-6 7-5          | Tathiana Garbin b. Alberta Brianti                        | 6-4 6-3                      |
| No. 19 Court | Miša Zverev b. Dmitrij Tursunov (25)                        | 6-4 6-2 3-0 r.              | Tathiana Garbin b. Alberta Brianti                        | 6-4 6-3                      |
| Campo        | 1º turno doppio maschile                                    | 1º turno doppio maschile    | 1º turno doppio femminile                                 | 1º turno doppio femminile    |
| Campo        | Match                                                       | Punteggio                   | Match                                                     | Punteggio                    |
| No. 8 Court  | E Butorac / S Lipsky b. M Fyrstenberg / M Matkowski (6)     | 6-3 6-3 6-3                 |                                                           |                              |
| No. 16 Court | D Nestor (2) / Nenad Zimonjić (2) b. S Bolelli / A Seppi    | 6-2 4-2 r.                  | D Hantuchová (6) / A Sugiyama (6) b. T. Paszek / O Savčuk | 6-0 6-1                      |
| No. 16 Court | R Wassen / I Zelenay b. M González / J Mónaco               | 6-1 4-6 2-1 r.              | G Dulko / S Peer b. J Groth / R Voráčová                  | 6-4 6-3                      |
| No. 16 Court | P Amritraj / A-u-H Qureshi vs S Huss (16) / R Hutchins (16) | 6-4 612-7 6-4 3-6 (sosp.)   | G Dulko / S Peer b. J Groth / R Voráčová                  | 6-4 6-3                      |

## 24 giugno (3º giorno)
Programma dei singolari e doppi disputati nel No. 2 Court e negli altri campi secondari:
| Campo        | 1º turno singolare maschile                                    | 1º turno singolare maschile | 1º turno singolare femminile                                                  | 1º turno singolare femminile |
| Campo        | Match                                                          | Punteggio                   | Match                                                                         | Punteggio                    |
| No. 5 Court  | Daniel Gimeno Traver b. Taylor Dent                            | 7-5 7-66 4-6 63-7 6-4       | (Nessun incontro femminile)                                                   | (Nessun incontro femminile)  |
| Campo        | 2º turno singolare maschile                                    | 2º turno singolare maschile | 2º turno singolare femminile                                                  | 2º turno singolare femminile |
| Campo        | Match                                                          | Punteggio                   | Match                                                                         | Punteggio                    |
| No. 2 Court  | Mardy Fish(28) b. Janko Tipsarević                             | 6-4 3-6 -1 6-4              | Viktoryja Azaranka (8) b. Ioana Raluca Olaru                                  | 6-0 6-0                      |
| No. 2 Court  | Robin Söderling (13) b. Marcel Granollers                      | 4-6 7-67 6-4 7-5            | Elena Dement'eva (4) b. Aravane Rezaï                                         | 6-1 6-3                      |
| No. 3 Court  | Fernando Verdasco (7) b. Kristof Vliegen                       | 7-63 63-7 -64 6-4           | Daniela Hantuchová b. Jie Zheng (16)                                          | 6-3 7-5                      |
| No. 3 Court  | Jo-Wilfried Tsonga (9) b. Simone Bolelli                       | walkover                    | Daniela Hantuchová b. Jie Zheng (16)                                          | 6-3 7-5                      |
| No. 4 Court  | Tommy Robredo (15) b. Stefan Koubek                            | 3-6 4-6 -4 7-65 6-1         | Roberta Vinci b. Anastasija Pavljučenkova (31)                                | 6-4 7-66                     |
| No. 4 Court  | Ivo Karlović (22) b. Steve Darcis                              | 7-5 6-3 6-4                 | Marion Bartoli (12) b. Timea Bacsinszky                                       | 7-5 6-1                      |
| No. 7 Court  | (Nessun incontro maschile)                                     | (Nessun incontro maschile)  | Dominika Cibulková (14) b. Urszula Radwańska                                  | 6-2 6-4                      |
| No. 7 Court  | (Nessun incontro maschile)                                     | (Nessun incontro maschile)  | Virginie Razzano (26) b. Jill Craybas                                         | 6-3- 6-0                     |
| No. 7 Court  | (Nessun incontro maschile)                                     | (Nessun incontro maschile)  | Alisa Klejbanova (27) b. Regina Kulikova                                      | 6-0 4-6 -1                   |
| No. 12 Court | Dudi Sela b. Rainer Schüttler (18)                             | 7-63 6-3 6-2                | Sorana Cîrstea (28) b. Sania Mirza                                            | 6-4 6-4                      |
| No. 12 Court | Nicolás Almagro b. Karol Beck                                  | 6-4 7-62 3-6 3-6 7-5        | Francesca Schiavone b. Michelle Larcher De Brito                              | 7-62 7-64                    |
| No. 14 Court | Philipp Kohlschreiber (27) b. Ivo Minář                        | 6-4 3-6 4-6 -2 8-6          | Nadia Petrova (10) b. Shahar Peer                                             | 6-3 6-2                      |
| No. 14 Court | Andreas Seppi vs Marc Gicquel                                  | 7-5 6-4 63-7 5-5 (sosp.)    | Elena Vesnina b. Vera Duševina                                                | 6-3 6-4                      |
| No. 18 Court | Albert Montañés (32) b. Guillermo Cañas                        | 6-4 6-3 4-6 -3              | Ai Sugiyama b. Arantxa Parra Santonja                                         | 7-65 6-3                     |
| No. 18 Court | Igor' Andreev (29) b. Vince Spadea                             | 6-3 7-5 6-2                 | Vera Zvonarëva (7) b. Mathilde Johansson                                      | 6-1 6-3                      |
| Campo        | 1º turno doppio maschile                                       | 1º turno doppio maschile    | 1º turno doppio femminile                                                     | 1º turno doppio femminile    |
| Campo        | Match                                                          | Punteggio                   | Match                                                                         | Punteggio                    |
| No. 3 Court  | (Nessun incontro maschile)                                     | (Nessun incontro maschile)  | M Korytceva / T Puček b. N Cavaday / K O'Brien                                | 6-4 6-3                      |
| No. 5 Court  | J Delgado / J Marray b. C Rochus / N Devilder                  | 6-1 4-1 r.                  | S Stosur (3) / R Stubbs (3) b. S Borwell / A Keothavong                       | 6-2 6-3                      |
| No. 5 Court  | Ł Kubot (8) / O Marach (8) b. J Murray / J Erlich              | 6-4 6-3 6-1                 | J Rae / M South b. A Bondarenko / K Bondarenko                                | 6-1 7-64                     |
| No. 6 Court  | A Bogdanović / J Ward b. D Martin / J-C Scherrer               | 6-4 6-4 6-4                 | K Kanepi / İ Şenoğlu b. M Kirilenko (8) / F Pennetta (8)                      | 6-3 7-64                     |
| No. 6 Court  | A Bogdanović / J Ward b. D Martin / J-C Scherrer               | 6-4 6-4 6-4                 | V Duševina / T Perebyjnis b. Y-j Chan / Á Szávay                              | 7-5 3-6 -4                   |
| No. 6 Court  | A Bogdanović / J Ward b. D Martin / J-C Scherrer               | 6-4 6-4 6-4                 | R Fujiwara / A Nakamura b. K Barrois / T Garbin                               | 3-6 -4 9-7                   |
| No. 7 Court  | B Bryan (1) / M Bryan (1) b. D Vemić / M Zverev                | 6-3 6-4 6-3                 | C Black (1) / L Huber (1) b. R Kops-Jones / A Spears                          | 6-1 6-4                      |
| No. 8 Court  | S Ratiwatana / S Ratiwatana b. S Roitman / M Vassallo Argüello | 6-2 6-1 6-1                 | Y Švedova / T Tanasugarn b. N Dechy (14) / M Santangelo (14)                  | 6-3 6-3                      |
| No. 8 Court  | M Mirny (7) / A Ram (7) b. S González / T Rettenmaier          | 6-2 3-6 -3 3-6 10-8         | M Rybáriková / Y Wickmayer b. L Dekmeijere / V Kutuzova                       | 6-3 6-0                      |
| No. 9 Court  | M Damm (15) / R Lindstedt (15) b. J Acasuso / S Prieto         | 6-2 6-2 6-3                 | J Ditty / K Dzehalevič b. E Hrdinová / N Vaidišová                            | 7-5 610-7 -5                 |
| No. 9 Court  | L Friedl / D Škoch b. R De Voest (14) / A Fisher (14)          | 6-4 7-64 6-3                | A Medina Garrigues (2) / V Ruano Pascual (2) b. A Hlaváčková / L Hradecká vs  | 7-63 6-3                     |
| No. 11 Court | M Mertiňák (13) / F Čermák (13) b. L Arnold Ker / F Gil        | 6-3 6-4 6-4                 | S Kuznecova (16) / A Mauresmo (16) b. T Maria / A Petković                    | 6-3 6-4                      |
| No. 11 Court | V Troicki / C Kas b. I Kunicyn / D Tursunov                    | 6-4 7-6(1) 6-3              | S Kuznecova (16) / A Mauresmo (16) b. T Maria / A Petković                    | 6-3 6-4                      |
| No. 11 Court | T Parrott (10) / F Polášek (10) vs P Cuevas / L Mayer          | 64-7 -64 6-3 (sosp.)        | S Kuznecova (16) / A Mauresmo (16) b. T Maria / A Petković                    | 6-3 6-4                      |
| No. 15 Court | P Petzschner / A Peya b. P Pála / R Štěpánek                   | 6-3 6-4 6-3                 | A Rodionova / G Voskoboeva b. L Šafářová / V Uhlířová                         | 6-1 6-3                      |
| No. 15 Court | W Moodie (9) / D Norman (9) b. J Auckland / J Goodall          | 3-6 -3 6-4 6-4              | A-L Grönefeld (12) / V King (12) b. M Czink / N Grandin                       | 6-4 6-3                      |
| No. 17 Court | M Bhupathi (4) / M Knowles (4) b. K Anderson / S Devvarman     | 64-7 6-4 7-5 7-5            | N Llagostera Vives (11) / MJ Martínez Sánchez (11) b. A Amanmuradova / J Coin | 6-2 68-7 6-2                 |
| No. 17 Court | P Amritraj / A-u-H Qureshi b. S Huss (16) / R Hutchins (16)    | 6-4 612-7 6-4 3-6 -3        | N Llagostera Vives (11) / MJ Martínez Sánchez (11) b. A Amanmuradova / J Coin | 6-2 68-7 6-2                 |
| No. 19 Court | B Soares (5) / K Ullyett (5) b. Y Allegro / F Santoro          | 64-7 6-2 6-4 6-1            | ME Camerin / A Čakvetadze b. E Gallovits / K Marosi                           | 5-7 -64 6-4                  |
| No. 19 Court | M Melo (11) / A Sá (11) b. R Ram / L Zovko                     | 6-4 7-64 6-3                | ME Camerin / A Čakvetadze b. E Gallovits / K Marosi                           | 5-7 -64 6-4                  |

## 25 giugno (4º giorno)
Programma dei singolari e doppi disputati nel No. 2 Court e negli altri campi secondari:
| Campo        | 2º turno singolare maschile                         | 2º turno singolare maschile                        | 2º turno singolare femminile                                 | 2º turno singolare femminile |
| Campo        | Match                                               | Punteggio                                          | Match                                                        | Punteggio                    |
| No. 2 Court  | Tomáš Berdych (20) b. Paul-Henri Mathieu            | 6-2 6-4 6-4                                        | Dinara Safina (1) b. Rossana de los Ríos                     | 6-3 7-5                      |
| No. 2 Court  | Juan Carlos Ferrero b. Fabrice Santoro              | 6(1)-7 6-3 6-4 6-3                                 | Jelena Janković (6) b. Iveta Benešová                        | 6-2 6-4                      |
| No. 3 Court  | Gilles Simon (8) b. Thiago Alves                    | 5-7 6-3 6-4 6-4                                    | Svetlana Kuznecova (5) b. Pauline Parmentier                 | 6-1 6-3                      |
| No. 3 Court  | Stan Wawrinka (19) b. Martín Vassallo Argüello      | 6-3 6-2 6-2                                        | Amélie Mauresmo (17) b. Kristína Kučová                      | 6-3 6-3                      |
| No. 4 Court  | Jürgen Melzer (26) b. Benjamin Becker               | 7-66 -3 7-6(1)                                     | Kirsten Flipkens b. Elena Baltacha                           | 7-5 6-1                      |
| No. 6 Court  | Victor Hănescu (31) b. Nicolas Devilder             | 6-2 6-3 6-1                                        | Melanie Oudin b. Jaroslava Švedova                           | 3-6 -2 6-4                   |
| No. 7 Court  | Jesse Levine b. Pablo Cuevas                        | 6-2 6-1 4-6 4-6 -3                                 | Carla Suárez Navarro b. Ekaterina Makarova                   | 7-5 4-6 -1                   |
| No. 7 Court  | Jesse Levine b. Pablo Cuevas                        | 6-2 6-1 4-6 4-6 -3                                 | Li Na (19) b. Ol'ga Govorcova                                | 6-4 6-2                      |
| No. 7 Court  | Jesse Levine b. Pablo Cuevas                        | 6-2 6-1 4-6 4-6 -3                                 | Anabel Medina Garrigues (20) b. Tathiana Garbin              | 7-65 6-3                     |
| No. 12 Court | Philipp Petzschner b. Miša Zverev                   | 4-6 7-613 3-6 7-65 6-0                             | Sabine Lisicki b. Patricia Mayr                              | 6-2 6-4                      |
| No. 12 Court | Radek Štěpánek (23) b. Potito Starace               | 6-4 4-6 -2 4-6 -3                                  | Sabine Lisicki b. Patricia Mayr                              | 6-2 6-4                      |
| No. 14 Court | Andreas Seppi b. Marc Gicquel                       | 7-5 6-4 63-7 5-7 6-4                               | Agnieszka Radwańska (11) b. Peng Shuai                       | 6-2 66-7 9-7                 |
| No. 14 Court | Nikolaj Davydenko (12) b. Victor Crivoi             | 6-4 6-4 6-2                                        | Agnieszka Radwańska (11) b. Peng Shuai                       | 6-2 66-7 9-7                 |
| No. 14 Court | Viktor Troicki (30) b. Daniel Gimeno Traver         | 65-7 6-0 1-6 -3 7-5                                | Agnieszka Radwańska (11) b. Peng Shuai                       | 6-2 66-7 9-7                 |
| No. 18 Court | David Ferrer (16) b. Fabio Fognini                  | 6-2 6-2 6-3                                        | Samantha Stosur (18) b. Tatjana Maria                        | 4-6 7-66 -4                  |
| No. 18 Court | David Ferrer (16) b. Fabio Fognini                  | 6-2 6-2 6-3                                        | Ana Ivanović (13) b. Sara Errani                             | 7-5 6-1                      |
| No. 18 Court | David Ferrer (16) b. Fabio Fognini                  | 6-2 6-2 6-3                                        | Flavia Pennetta (15) b. Vania King                           | 6-2 6-2                      |
| Campo        | 1º turno doppio maschile                            | 1º turno doppio maschile                           | 1º turno doppio femminile                                    | 1º turno doppio femminile    |
| Campo        | Match                                               | Punteggio                                          | Match                                                        | Punteggio                    |
| No. 4 Court  | (Nessun incontro maschile)                          | (Nessun incontro maschile)                         | S Williams (4) / V Williams (4) b. V Razzano / A Rezaï       | 6-3 6-3                      |
| No. 5 Court  | C Eaton / A Slabinsky b. M Granollers / S Ventura   | 6-3 6-4 6-2                                        | C-J Chuang (15) / S Mirza (15) b. J Craybas / C Gullickson   | 6-4 6-2                      |
| No. 5 Court  | C Eaton / A Slabinsky b. M Granollers / S Ventura   | 6-3 6-4 6-2                                        | S Errani / C-S Navarro b. L Raymond (9) / V Zvonarëva (9)    | 6-5 r.                       |
| No. 6 Court  | (Nessun incontro maschile)                          | (Nessun incontro maschile)                         | B Mattek-Sands (10) / N Petrova b. A Radwańska / U Radwańska | 6-4 7-65                     |
| No. 8 Court  | J Cerretani / V Hănescu b. H Hernández / A Montañés | 7-65 6-4 6-3                                       | (Nessun incontro femminile)                                  | (Nessun incontro femminile)  |
| No. 9 Court  | J Brunström / J-J Rojer b. C Fleming / K Skupski    | 64-7 65-7 -65 6-4 6-4                              | A Pavljučenkova / F Schiavone b. A Cornet / P Parmentier     | 6-2 7-64                     |
| No. 9 Court  | J Brunström / J-J Rojer b. C Fleming / K Skupski    | 64-7 65-7 -65 6-4 6-4                              | E Baltacha / A Elliott b. V Azaranka (7)/ E Vesnina (7)      | 6-0 6-4                      |
| No. 11 Court | R Junaid / P Marx b. G García López / I Navarro     | 6-4 6-2 6-4                                        | S Lisicki / A Wozniak b. M Ani / R Vinci                     | 6-3 6-3                      |
| No. 11 Court | A Pavel / H Tecău b. N Almagro / J Tipsarević       | 7-6(1) 6-4 6-4                                     | S Cîrstea / C Wozniacki b. S-W Hsieh (5) / S Peng (5)        | 6-4 2-6 -2                   |
| No. 15 Court | J Blake / M Fish b. L Dlouhý (3)/ L Paes (3)        | 6-4 6-4 6-3                                        | A Kudrjavceva / M Niculescu b. L-D Lino / A-P Santonja       | 7-5 4-6 -1                   |
| No. 15 Court | A Clément / M Gicquel b. S Koubek / D Sela          | 6-2 6-4 2-6 7-63                                   | A Kudrjavceva / M Niculescu b. L-D Lino / A-P Santonja       | 7-5 4-6 -1                   |
| No. 16 Court | R Kendrick / S Querrey b. J Knowle / J Melzer       | 6-3 4-6 -4 6-4                                     | (Nessun incontro femminile)                                  | (Nessun incontro femminile)  |
| No. 17 Court | R Wassen / I Zelenay b. J Coetzee (12)/ J Kerr (12) | 3-6 -3 6-4 3-6 9-7                                 | A Klejbanova / E Makarova b. D Cibulková / J Husárová        | 6-0 r.                       |
| No. 17 Court | I Andreev / E Korolëv b. Y-H Lu / B Phau            | 7-5 7-5 7-5                                        | A Klejbanova / E Makarova b. D Cibulková / J Husárová        | 6-0 r.                       |
| No. 19 Court | C Guccione / F Moser b. B Becker / R Schüttler      | 7-64 6-4 6-75 7-5                                  | Z Yan / J Zheng b. A Morigami / A Morita                     | 6-1 6-1                      |
| Campo        | 1º turno doppio misto                               | 1º turno doppio misto                              | 1º turno doppio misto                                        | 1º turno doppio misto        |
| Campo        | Match                                               | Match                                              | Punteggio                                                    | Punteggio                    |
| No. 3 Court  | J Murray / L Huber b. R De Voest / R Kops-Jones     | J Murray / L Huber b. R De Voest / R Kops-Jones    | 2-6 7-67 6-1                                                 | 2-6 7-67 6-1                 |
| No. 4 Court  | R Wassen / T Tanasugarn b. A Bogdanović / M South   | R Wassen / T Tanasugarn b. A Bogdanović / M South  | 7-5 6-3                                                      | 7-5 6-3                      |
| No. 5 Court  | K Skupski / K O'Brien b. A Fisher / A Spears        | K Skupski / K O'Brien b. A Fisher / A Spears       | 6-4 6-4                                                      | 6-4 6-4                      |
| No. 6 Court  | L A Ker / G Dulko b. J Goodall / N Cavaday          | L A Ker / G Dulko b. J Goodall / N Cavaday         | 6-2 6-4                                                      | 6-2 6-4                      |
| No. 9 Court  | P Hanley / A Rodionova b. F Polášek / A Hlaváčková  | P Hanley / A Rodionova b. F Polášek / A Hlaváčková | 6-3 6-2                                                      | 6-3 6-2                      |
| No. 19 Court | M Mertiňák / M Santangelo b. W Moodie / V Uhlířová  | M Mertiňák / M Santangelo b. W Moodie / V Uhlířová | 3-6 -2 11-9                                                  | 3-6 -2 11-9                  |

## 26 giugno (5º giorno)
Programma dei singolari e doppi disputati nel No. 2 Court e negli altri campi secondari:
| Campo        | 3º turno singolare maschile                                   | 3º turno singolare maschile                                   | 3º turno singolare femminile                                      | 3º turno singolare femminile |
| Campo        | Match                                                         | Punteggio                                                     | Match                                                             | Punteggio                    |
| No. 2 Court  | Fernando Verdasco (7) b. Albert Montañés (32)                 | 4-6 -1 6-4 7-62                                               | Serena Williams (2) b. Roberta Vinci                              | 6-3 6-4                      |
| No. 2 Court  | Andreas Seppi vs Igor' Andreev (29)                           | 1-6 65-7 6-4 5-5 (sosp.)                                      | Virginie Razzano (16) b. Vera Zvonarëva (7)                       | walkover                     |
| No. 3 Court  | Robin Söderling (13) b. Nicolás Almagro                       | 7-67 6-4 6-4                                                  | Nadia Petrova (10) b. Gisela Dulko                                | 3-6 -3 6-4                   |
| No. 3 Court  | Dudi Sela b. Tommy Robredo (15)                               | 7-68 7-5 2-6 7-5                                              | Nadia Petrova (10) b. Gisela Dulko                                | 3-6 -3 6-4                   |
| No. 18 Court | (Nessun incontro maschile)                                    | (Nessun incontro maschile)                                    | Daniela Hantuchová b. Ai Sugiyama                                 | 6-4 6-3                      |
| No. 18 Court | (Nessun incontro maschile)                                    | (Nessun incontro maschile)                                    | Elena Vesnina b. Dominika Cibulková (14)                          | 7-5 4-6 -4                   |
| No. 18 Court | (Nessun incontro maschile)                                    | (Nessun incontro maschile)                                    | Francesca Schiavone b. Marion Bartoli                             | 7-6 6-0                      |
| Campo        | 1º turno doppio maschile                                      | 1º turno doppio maschile                                      | 1º turno doppio maschile                                          | 1º turno doppio maschile     |
| Campo        | Match                                                         | Match                                                         | Punteggio                                                         | Punteggio                    |
| No. 11 Court | T Parrott (10) / F Polášek (10) b. P Cuevas / L Mayer         | T Parrott (10) / F Polášek (10) b. P Cuevas / L Mayer         | 64-7 -64 6-3 7-63                                                 | 64-7 -64 6-3 7-63            |
| Campo        | 2º turno doppio maschile                                      | 2º turno doppio maschile                                      | 2º turno doppio femminile                                         | 2º turno doppio femminile    |
| Campo        | Match                                                         | Punteggio                                                     | Match                                                             | Punteggio                    |
| No. 4 Court  | M Bhupathi (4) / M Knowles (4) b. P Petzschner / A Peya       | 6-3 7-5 65-7 6-3                                              | A-L Grönefeld (12) / V King (12) vs J Rae / M South               | 2-6 -3 6-4                   |
| No. 4 Court  | D Nestor (2) / Nenad Zimonjić (2) b. R Kendrick / S Querrey   | 3-6 -3 6-4 6-4                                                | A-L Grönefeld (12) / V King (12) vs J Rae / M South               | 2-6 -3 6-4                   |
| No. 5 Court  | B Bryan (1) / M Bryan (1) b. J Brunström / J-J Rojer          | 6-0 6-2 6-4                                                   | K Kanepi / İ Şenoğlu b. V Duševina / T Perebyjnis                 | 6-4 4-6 -2                   |
| No. 5 Court  | M Mirny (7) / A Ram (7) b. S Ratiwatana / S Ratiwatana        | 7-65 6-4 6-3                                                  | K Kanepi / İ Şenoğlu b. V Duševina / T Perebyjnis                 | 6-4 4-6 -2                   |
| No. 7 Court  | J Delgado / J Marray b. F Čermák (13) / M Mertiňák (13)       | 2-6 7-65 6(4)–7 7-69 6-2                                      | I Benešová / B Záhlavová Strýcová b. Y Švedova / T Tanasugarn     | 2-6 -4 6-4                   |
| No. 7 Court  | J Delgado / J Marray b. F Čermák (13) / M Mertiňák (13)       | 2-6 7-65 6(4)–7 7-69 6-2                                      | K Barrois / T Garbin b. S Errani / C S Navarro                    | 7-665 6'-1                   |
| No. 11 Court | P Amritraj / A-u-H Qureshi b. R Junaid / P Marx               | 7-5 6-4 6(7)–7 6(3)–7 8-6                                     | (Nessun incontro femminile)                                       | (Nessun incontro femminile)  |
| No. 12 Court | M Damm (15) / R Lindstedt (15) b. J Cerretani / V Hănescu     | 6-3 6-3 6(12)–7 7-5                                           | S Kuznecova (16) / A Mauresmo (16) b. L Robson / G Stoop          | 6-3 6-4                      |
| No. 12 Court | Ł Kubot (8) / O Marach (8) b. C Guccione / F Moser            | 6-2 6-4 3-6 7-64                                              | S Kuznecova (16) / A Mauresmo (16) b. L Robson / G Stoop          | 6-3 6-4                      |
| No. 14 Court | A Pavel / H Tecău b. E Butorac / S Lipsky                     | 6-4 6(9)–7 3-6 -4 15-13                                       | S Stosur / R Stubbs b. M E Camerin / A Čakvetadze                 | 6-3 7-5                      |
| No. 14 Court | C Kas (8) / V Troicki (8) b. M Melo (11) / A Sa (11)          | 7-6(1) 7-5 4-6 -3                                             | S Stosur / R Stubbs b. M E Camerin / A Čakvetadze                 | 6-3 7-5                      |
| No. 16 Court | B Soares (5) / K Ullyett (5) b. A Bogdanović / J Ward         | 6-2 6-4 5-7 6-3                                               | A M Garrigues (2) / V R Pascual (2) b. A Rodionova / G Voskoboeva | 5-7 6-2 6-4                  |
| Campo        | 1º turno doppio misto                                         | 1º turno doppio misto                                         | 1º turno doppio misto                                             | 1º turno doppio misto        |
| Campo        | Match                                                         | Match                                                         | Punteggio                                                         | Punteggio                    |
| No. 5 Court  | J-J Rojer / G Voskoboeva b. J Coetzee / J Craybas             | J-J Rojer / G Voskoboeva b. J Coetzee / J Craybas             | 4-6 -3 15-13                                                      | 4-6 -3 15-13                 |
| No. 6 Court  | J Auckland / E Baltacha b. T Parrott / K Bondarenko           | J Auckland / E Baltacha b. T Parrott / K Bondarenko           | 7-65 6-2                                                          | 7-65 6-2                     |
| No. 7 Court  | J Cerretani / S Bammer b. D Norman / L Dekmeijere             | J Cerretani / S Bammer b. D Norman / L Dekmeijere             | 6-3 6-4                                                           | 6-3 6-4                      |
| No. 8 Court  | P Petzschner / B Záhlavová Strýcováa b. S Lipsky / E Makarova | P Petzschner / B Záhlavová Strýcováa b. S Lipsky / E Makarova | 6-4 6-4                                                           | 6-4 6-4                      |
| No. 11 Court | C Fleming / S Borwell b. D Vemić / F Pennetta                 | C Fleming / S Borwell b. D Vemić / F Pennetta                 | 7-5 4-6 7-5                                                       | 7-5 4-6 7-5                  |
| No. 15 Court | A Pavel / M Niculescu b. J Kerr / V King                      | A Pavel / M Niculescu b. J Kerr / V King                      | 7-5 3-6 -3                                                        | 7-5 3-6 -3                   |
| No. 16 Court | F Santoro / A M Garrigues b. F Čermák / L Hradecká            | F Santoro / A M Garrigues b. F Čermák / L Hradecká            | 7-64 6-3                                                          | 7-64 6-3                     |
| No. 16 Court | J Kerr (3) / V King (3) b. A Pavel / M Niculescu              | J Kerr (3) / V King (3) b. A Pavel / M Niculescu              | 6-1 6-3                                                           | 6-1 6-3                      |
| No. 18 Court | B Soares / A Klejbanova b. R Hutchin / A Keothavong           | B Soares / A Klejbanova b. R Hutchin / A Keothavong           | 6-4 6-2                                                           | 6-4 6-2                      |
| No. 19 Court | E Butorac / Y Švedova b. J Brunström / V Duševina             | E Butorac / Y Švedova b. J Brunström / V Duševina             | 6-3 6-4                                                           | 6-3 6-4                      |

## 27 giugno (6º giorno)
Programma dei singolari e doppi disputati nel No. 2 Court e negli altri campi secondari:
| Campo        | 3º turno singolare maschile                                       | 3º turno singolare maschile                                       | 3º turno singolare femminile                                                        | 3º turno singolare femminile |
| Campo        | Match                                                             | Punteggio                                                         | Match                                                                               | Punteggio                    |
| No. 2 Court  | Igor' Andreev (29) b. Andreas Seppi                               | 6-1 7-65 4-6 7-65                                                 | Ana Ivanović (13) b. Samantha Stosur (18)                                           | 7-5 6-2                      |
| No. 2 Court  | Lleyton Hewitt b. Philipp Petzschner                              | 7-5 7-63 6-3                                                      | Dinara Safina (1) b. Kirsten Flipkens                                               | 7-5 6-1                      |
| No. 3 Court  | Gilles Simon (8) b. Victor Hănescu (31)                           | 6-2 7-5 6-2                                                       | Melanie Oudin b. Jelena Janković (6)                                                | 68-7 -5 6-2                  |
| No. 3 Court  | Gilles Simon (8) b. Victor Hănescu (31)                           | 6-2 7-5 6-2                                                       | Amélie Mauresmo (17) b. Flavia Pennetta (15)                                        | 7-5 6-3                      |
| No. 4 Court  | Stan Wawrinka (19) b. Jesse Levine                                | 5-7 '7-5 6-3 6-3                                                  | Caroline Wozniacki (9) b. Anabel Medina Garrigues (20)                              | 6-2 6-2                      |
| No. 18 Court | Radek Štěpánek (23) b. David Ferrer (16)                          | 7-5 7-5 3-6 4-6 -4                                                | Agnieszka Radwańska (11) b. Li Na (19)                                              | 6-4 7-5                      |
| Campo        | 2º turno doppio maschile                                          | 2º turno doppio maschile                                          | 2º turno doppio femminile                                                           | 2º turno doppio femminile    |
| Campo        | Match                                                             | Punteggio                                                         | Match                                                                               | Punteggio                    |
| No. 5 Court  | (Nessun incontro maschile)                                        | (Nessun incontro maschile)                                        | B Mattek-Sands (10) / N Petrova (10) b. J Ditty / K Dzehalevič vs                   | 6-2 6-2                      |
| No. 5 Court  | (Nessun incontro maschile)                                        | (Nessun incontro maschile)                                        | A Kudrjavceva / M Niculescu b. C-J Chuang (15) / S Mirza (15)                       | 6-2 6-3                      |
| No. 5 Court  | (Nessun incontro maschile)                                        | (Nessun incontro maschile)                                        | M Korytceva / T Puček b. S Cîrstea / C Wozniacki                                    | 4-6 7-68 6-4                 |
| No. 7 Court  | (Nessun incontro maschile)                                        | (Nessun incontro maschile)                                        | N Llagostera Vives (11) / MJ Martínez Sánchez (11) b. A Pavljučenkova / F Schiavone | 7-5 6-3                      |
| No. 8 Court  | S. Aspelin / P. Hanley b. F Polášek / A Hlaváčková                | 7-5 6(1)-7 6-2 6-3                                                | (Nessun incontro femminile)                                                         | (Nessun incontro femminile)  |
| No. 12 Court | L Friedl / D Škoch b. C Eaton / A Slabinsky                       | 6-4 6-3 7-6(0)                                                    | (Nessun incontro femminile)                                                         | (Nessun incontro femminile)  |
| No. 14 Court | J Blake / M Fish b. A Clément / M Gicquel                         | 6-3 6-4 6-2                                                       | Z Yan / J Zheng b. G Dulko / S Peer                                                 | 6-4 6-1                      |
| No. 14 Court | J Blake / M Fish b. A Clément / M Gicquel                         | 6-3 6-4 6-2                                                       | A Klejbanova / E Makarova b. D Hantuchová (6) / A Sugiyama (6)                      | 4-6 7-65 6-2                 |
| Campo        | 3º turno doppio femminile                                         | 3º turno doppio femminile                                         | 3º turno doppio femminile                                                           | 3º turno doppio femminile    |
| Campo        | Match                                                             | Match                                                             | Punteggio                                                                           | Punteggio                    |
| No. 3 Court  | S Stosur (3) / R Stubbs (3) b. S Kuznecova (16) / A Mauresmo (16) | S Stosur (3) / R Stubbs (3) b. S Kuznecova (16) / A Mauresmo (16) | 6-3 6-2                                                                             | 6-3 6-2                      |
| No. 8 Court  | A-L Grönefeld (12) / V King (12) vs K Kanepi / İ Şenoğlu          | A-L Grönefeld (12) / V King (12) vs K Kanepi / İ Şenoğlu          | 6-3 6-3                                                                             | 6-3 6-3                      |
| Campo        | 1º turno doppio misto                                             | 1º turno doppio misto                                             | 1º turno doppio misto                                                               | 1º turno doppio misto        |
| Campo        | Match                                                             | Match                                                             | Punteggio                                                                           | Punteggio                    |
| No. 18 Court | M Kirilenko / Igor' Andreev b. A Ram / A Čakvetadze               | M Kirilenko / Igor' Andreev b. A Ram / A Čakvetadze               | 6-2 3-6                                                                             | 6-2 3-6                      |
| Campo        | 2º turno doppio misto                                             | 2º turno doppio misto                                             | 2º turno doppio misto                                                               | 2º turno doppio misto        |
| Campo        | Match                                                             | Match                                                             | Punteggio                                                                           | Punteggio                    |
| No. 2 Court  | J Murray / L Huber b. Nenad Zimonjić (10) / Z Yan (10)            | J Murray / L Huber b. Nenad Zimonjić (10) / Z Yan (10)            | 7-63 3-6                                                                            | 7-63 3-6                     |
| No. 4 Court  | L Pae (1) / C Black (2) b. M Mertiňák / M Santangelo              | L Pae (1) / C Black (2) b. M Mertiňák / M Santangelo              | Walkover                                                                            | Walkover                     |
| No. 4 Court  | Mahesh Bhupathi (13) / Sania Mirza (13) b. C Fleming / S Borwell  | Mahesh Bhupathi (13) / Sania Mirza (13) b. C Fleming / S Borwell  | 7-64 6-4                                                                            | 7-64 6-4                     |
| No. 5 Court  | D Nestor / Elena Vesnina b. J Auckland / E Baltacha               | D Nestor / Elena Vesnina b. J Auckland / E Baltacha               | 6-1 6-2                                                                             | 6-1 6-2                      |
| No. 7 Court  | Lukáš Dlouhý (15) / Iveta Benešová (15) b. E Butorac / J Švedova  | Lukáš Dlouhý (15) / Iveta Benešová (15) b. E Butorac / J Švedova  | 7-5 7-6(1)                                                                          | 7-5 7-6(1)                   |
| No. 7 Court  | F Santoro / A M Garrigues b. M Melo (14) / S Peng (14)            | F Santoro / A M Garrigues b. M Melo (14) / S Peng (14)            | 6-4 6-3                                                                             | 6-4 6-3                      |
| No. 7 Court  | M Knowles (9) / A-L Grönefeld (9) b. J Cerretani / S Bammer vs    | M Knowles (9) / A-L Grönefeld (9) b. J Cerretani / S Bammer vs    | 7-65 6-3                                                                            | 7-65 6-3                     |
| No. 8 Court  | K Ullyett (4) / Hsieh Su-wei (4) vs J-J Rojer / G Voskoboeva      | K Ullyett (4) / Hsieh Su-wei (4) vs J-J Rojer / G Voskoboeva      | 6-3 6-4                                                                             | 6-3 6-4                      |
| No. 12 Court | M Mirny (8) / Nadia Petrova (8) b. R Wassen / T Tanasugarn        | M Mirny (8) / Nadia Petrova (8) b. R Wassen / T Tanasugarn        | Walkover                                                                            | Walkover                     |
| No. 12 Court | S Huss (12) / V R Pascual (12) b. B Soares / A Klejbanova         | S Huss (12) / V R Pascual (12) b. B Soares / A Klejbanova         | 7-5 7-65                                                                            | 7-5 7-65                     |
| No. 14 Court | A Sa (11) / A Sugiyama (11) b. K Skupski / K O'Brien              | A Sa (11) / A Sugiyama (11) b. K Skupski / K O'Brien              | 6-3 7-64                                                                            | 6-3 7-64                     |